# Autoserica overlaeti
Autoserica overlaeti är en skalbaggsart som beskrevs av Louis Burgeon 1942. Autoserica overlaeti ingår i släktet Autoserica och familjen Melolonthidae. Inga underarter finns listade.